# Parophidion vassali
Parophidion vassali é uma espécie de peixe da família Ophidiidae. A sua área de distribuição corresponde ao Atlântico Oriental, nomeadamente o Mar Mediterrâneo e águas adjacentes do nordeste do Atlântico.
É uma espécie de peixe marinho, demersal, de regiões temperadas, que pode atingir 25 cm de comprimento.
Ocorre na Zona Económica Exclusiva de Portugal e dos Açores.